# Загороща
Загоро́ща — село в Україні, у Рівненському районі Рівненської області. Населення становить 480 осіб.

## Символіка
Затверджена 16 жовтня 2019р. рiшенням №368 сесії сільської ради.

### Герб
Щит підвищено опукло перетятий золотим і зеленим. У першій частині два співобернені грона калини із зеленим листям і червоними ягодами. У другій частині хвилеподібна лазурова балка, облямована сріблом. У червоній главі срібний розширений хрест

### Прапор
Квадратне полотнище прапора складається з двох рівновеликих горизонтальних смуг жовтого та зеленого кольорів. У верхніх кутах жовтої смуги дві грона калини із зеленим листям та червоними ягодами. У центрі зеленої смуги хвилеподібна блакитна смуга з білою облямівкою. Біля древка червона вертикальна смуга, на якій білий розширений хрест. Ширина червоної смуги становить 1/3 ширини прапора.

## Історія
Перші документовані вісті про Загорощу стосуються 1595 року. Тоді було записано «А Кирдей Мильський держит имение Загорощ». Акт 1623 року веде мову про вчинене здовбицькими правителями побоїще лісорубів «близ Загорощенской дубрави». У деталізованих картах 1769–1772 років поселення позначено під назвою Загоровщизна, а в книзі М.Тодоровича 1889 року — «деревня прихода Новомильського Загоровщина». З кінця 19 століття — Загороща, і лише зрідка трапляються наймення — Загороще, Загорощ, Загоровщина.
Одним із фактів про походження назви є те, що до кінця XIX ст. центром околиці було Селище Тайкури, а відділяло селища один від одного гора та ліс. Звідси й назва Загороща - за горою роща.

## Бібліотека
Публічно-шкільна бібліотека Рівненської ЦСПШБ, у приміщенні школи. Фонд бібліотеки — 3938 примірників. Читачів — 456, з них- 72 дитини. Бібліотека функціонує з 1968 року. Першою бібліотекаркою була Ольга Демчук.